# Francisco Díaz Rojo
Francisco Díaz Rojo   (Ferrol, 1931 - Barcelona, 2012), més conegut pel nom artístic de Rojo, va ser un dibuixant de còmic i sèries d'animació. Va treballar per l'editorial bruguera a la sèrie Mascara Gris.
Francisco Díaz, malgrat tenir des de molt jove un talent innat pel dibuix. Es va allistar a l'Armada Espanyola per tal de fer una carrera militar. Després d'uns anys, quan va deixar la seva feina com a telegrafista a l'Armada, va treballar al centre de control de trànsit aeri de l'aeroport de Barcelona quedant-se a viure en aquesta ciutat. Amb la sèrie Mascara Gris editada a partir del 1964 va iniciar les seves col·laboracions amb l'editorial Bruguera.
Va firmar amb el pseudònim de Rojo per tal que no el confonguessin amb el també dibuixant Francisco Díaz Villagrasa. Després d'uns anys treballant per Bruguera va començar a treballar per l'agència de còmics Studio Ortega, on dibuixava per al mercat alemany. D'altres estudis que hi va treballar foren; Bastei Verlag, on dibuixava el personatge de 'Tom Berry', un personatge creat per Carlos Giménez i la versió en còmic de Buffalo Bill.
En animació va treballar a les sèries, Coby i D'Artacan i els tres gossos mosqueters dels estudis BRB Internacional de Claudio Biern Boyd.